# Кармен Харт
Кармен Харт (англ. Carmen Hart, род. 12 марта 1984 г., Ламбертон, Северная Каролина, США) — сценическое имя бывшей американской порноактрисы и танцовщицы индейского происхождения. Лауреатка премий AVN Awards, Venus Award и ряда других.

## Карьера
Харт описывает фильм «Стриптиз» 1996 года с Деми Мур как вдохновивший её начать танцевать стриптиз. Однажды Харт отправилась в Фейетвилл и остановилась в первом стриптиз-клубе, который увидела.
В октябре 2005 года Харт подписала двухлетний контракт с Wicked Pictures. В течение своей карьеры Харт преимущественно работала в Wicked Pictures, но также работала и в таких компаниях, как Adam & Eve и New Sensations. Во время карьеры Харт не участвовала в анальных сценах.
В течение своей карьеры в индустрии для взрослых Харт продолжала выступать в роли танцовщицы в мужских клубах, а также появлялась на показе моделей и конгрессов США и за рубежом.

### Прочее
Харт появилась на нескольких телевизионных шоу в нескольких мульти-эпизодических ролях: ток-шоу Spuiten en slikken (2007 г.), цикл передач Rated A for Adult на канале G4 (2010 г.), положительная роль в комедийном сериале Totally Busted (девять эпизодов) и Canoga Park (два эпизода).
В марте 2007 года Харт появилась на 56-м ежегодном конкурсе красоты Мисс США в Голливудском театре Кодак. Она была текущей обладательницей титула Miss Exotic International и наблюдала, как мисс США 2006 года Тара Коннер увенчала свою преемницу, Рэйчел Смит.
В мае 2007 года Харт появилась на обложке журнала Strip Las Vegas. Позже, в ноябре Харт вместе с порноактрисой Терой Патрик появилась в 100-м выпуске журнала GlamorGirl.

## Награды и номинации

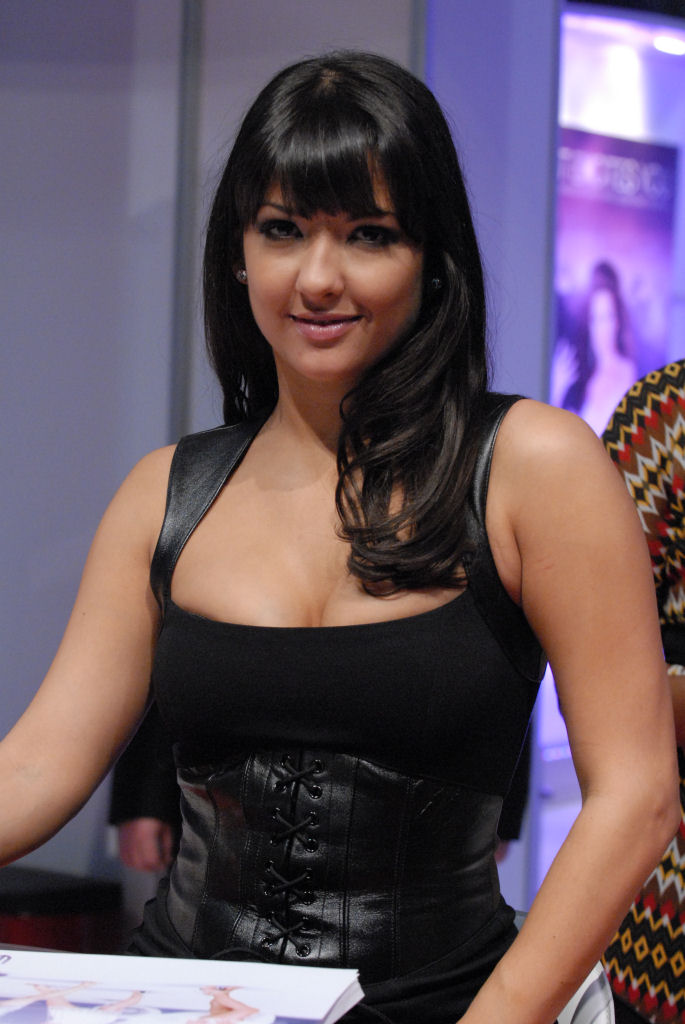
Харт на выставке AVN Adult Entertainment Expo; 10 января 2008 г.

### Награды
- 2007 AVN Award — лучшая сцена группового секса, фильм — Fuck[13]
- 2007 Adam Film World Guide Award — контракт старлетки года — Wicked Pictures[14]
- 2007 Venus Award — Лучший международный новичок[15]

### Номинации
- 2007 AVN Award — Лучшая актриса второго плана, фильм — Manhunters[16]
- 2008 AVN Award — лучшая актриса, видео — Just Between Us[17]
- 2008 XBIZ Award — исполнительница года[18]
- 2009 AVN Award — лучшая актриса — Fired[19]

## Личная жизнь
Харт выросла в христианском доме, но говорит, что её семья была не очень строга.
Имеет индейское происхождение и является полноправным членом племени Ламби.
Обладательница титула «Мисс Гавайский Тропик» 2004 года.
Снялась в художественном фильме «Одноглазый монстр» (2008).